# Buhl-Lorraine
Pour les articles homonymes, voir Buhl et Lorraine (homonymie).
Buhl-Lorraine — usuellement appelée Buhl — est une commune française située dans le département de la Moselle, en région Grand Est.
Cette commune se trouve dans la région historique de Lorraine et fait partie du pays de Sarrebourg.

## Géographie
| Sarrebourg |                | Réding       |
|            | Buhl-Lorraine  | Niderviller  |
| Hesse      | Schneckenbusch | Brouderdorff |

Buhl est traversée par les routes départementales D 45 et D 96.
Elle est irriguée par la Bièvre. Le canal de la Marne au Rhin passe au sud de la commune.
Les écarts de Bettling, Mouckenhoff, Jungforst et Neuhof font partie de son ban communal.

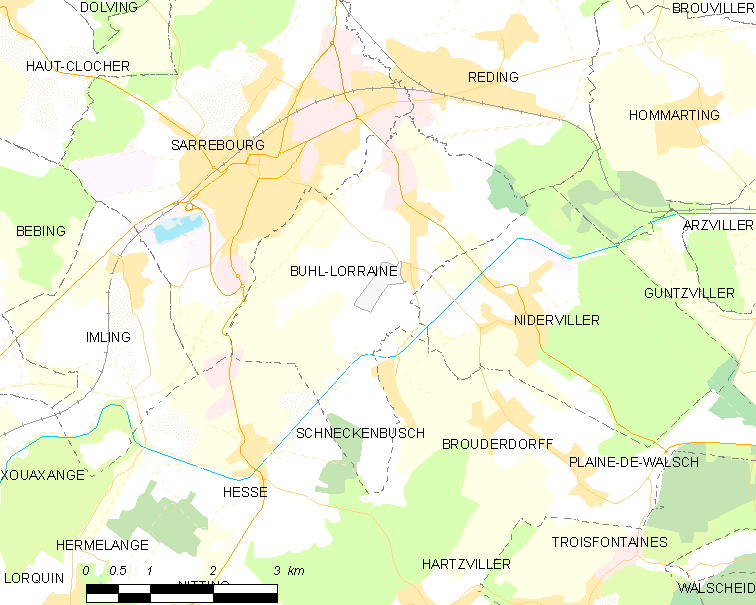
Carte de la commune.
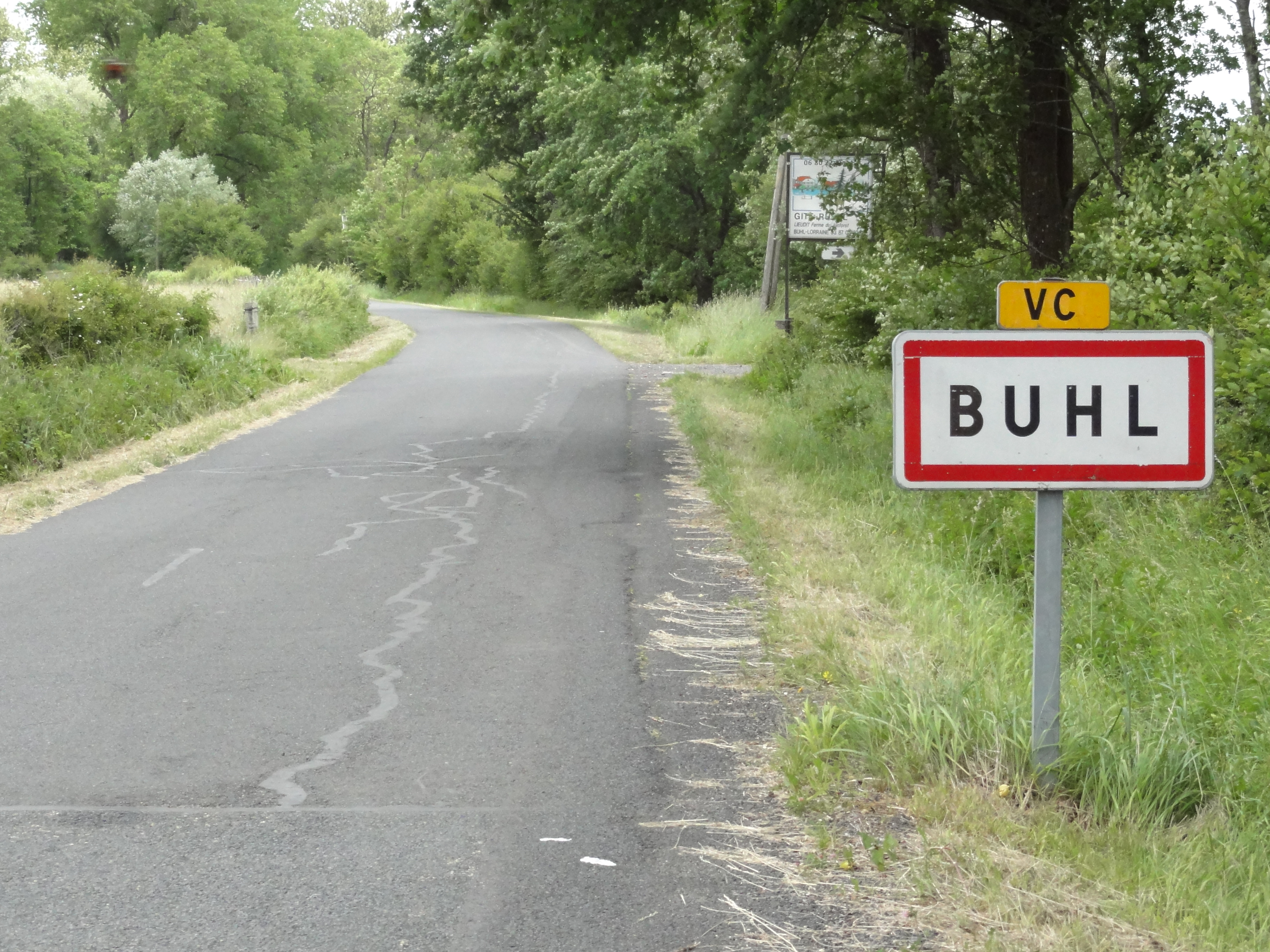
Entrée de Buhl.

### Hydrographie
La commune est située dans le bassin versant du Rhin au sein du bassin Rhin-Meuse. Elle est drainée par le canal de la Marne au Rhin, la Bièvre, le ruisseau le Baerenbach, le ruisseau l'Otterbach, la dérivation de Neuhmuhl, le ruisseau de Guerche, le ruisseau de la Hengstmatte, le ruisseau des Juifs, le ruisseau le Buergermatt et le ruisseau le Krayerbach.
Le canal de la Marne au Rhin, d'une longueur totale de 314 km, et 178 écluses à l'origine, relie la Marne (à Vitry-le-François) au Rhin (à Strasbourg). Par le canal latéral de la Marne, il est connecté au réseau navigable de la Seine vers l'Île-de-France et la Normandie.
La Bièvre, d'une longueur totale de 24,8 km, prend sa source dans la commune de Walscheid et se jette  dans la Sarre à Sarraltroff, après avoir traversé neuf communes.

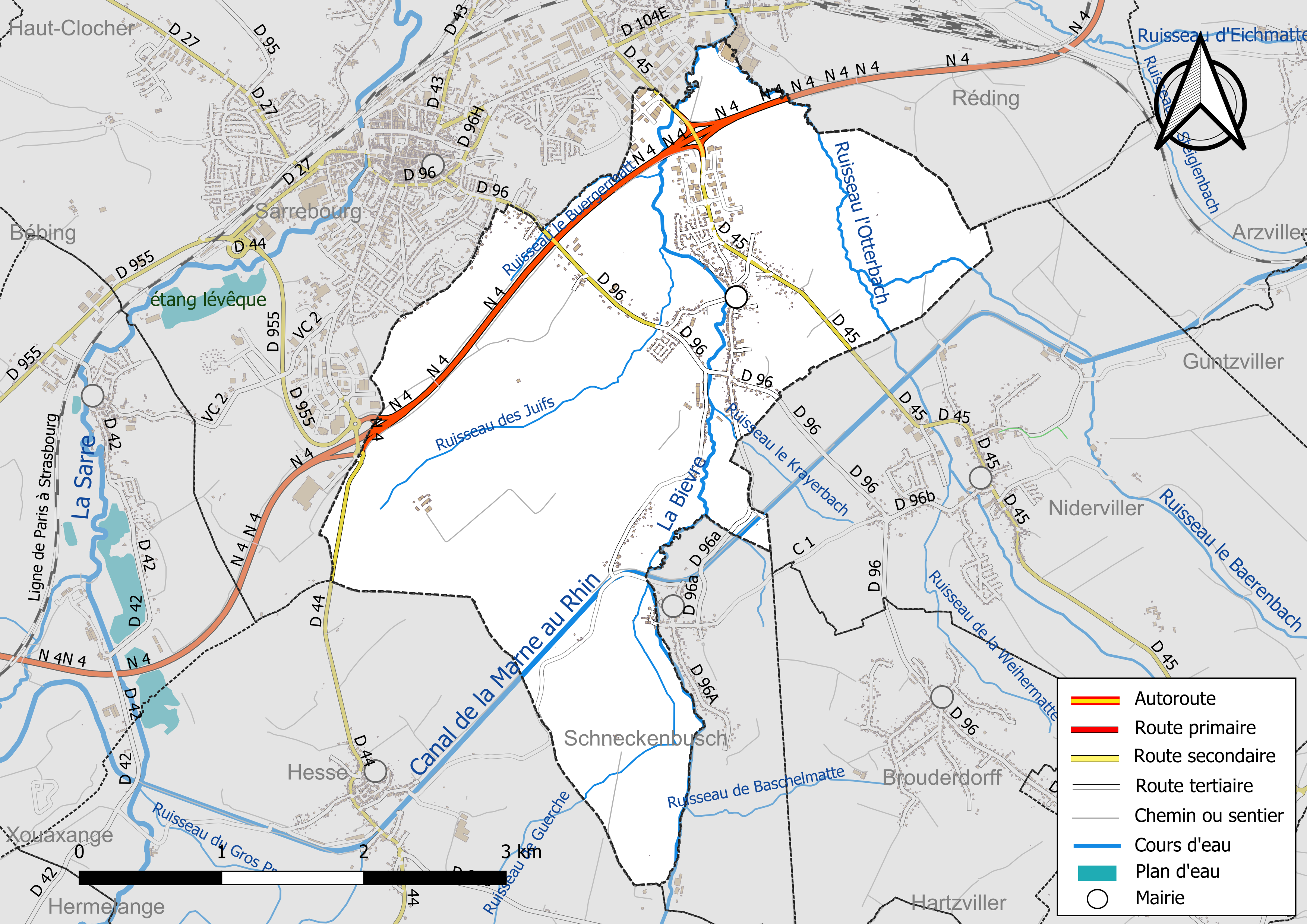
Réseaux hydrographique et routier de Buhl-Lorraine.

La qualité des eaux des principaux cours d’eau de la commune, notamment du canal de la Marne au Rhin et de la Bievre, peut être consultée sur un site spécial géré par les agences de l’eau et l’Agence française pour la biodiversité.

### Climat
Pour des articles plus généraux, voir Climat du Grand Est et Climat de la Moselle.
En 2010, le climat de la commune est de type climat des marges montagnardes, selon une étude du Centre national de la recherche scientifique s'appuyant sur une série de données couvrant la période 1971-2000. En 2020, Météo-France publie une typologie des climats de la France métropolitaine dans laquelle la commune est exposée à un climat semi-continental et est dans la région climatique  Vosges, caractérisée par une pluviométrie très élevée (1 500 à 2 000 mm/an) en toutes saisons et un hiver rude (moins de 1 °C). 
Pour la période 1971-2000, la température annuelle moyenne est de 9,9 °C, avec une amplitude thermique annuelle de 17,1 °C. Le cumul annuel moyen de précipitations est de 917 mm, avec 12,6 jours de précipitations en janvier et 10 jours en juillet. Pour la période 1991-2020, la température moyenne annuelle observée sur la station météorologique de Météo-France la plus proche, « Nitting_sapc », sur la commune de Nitting à 7 km à vol d'oiseau, est de 10,4 °C et le cumul annuel moyen de précipitations est de 993,7 mm. 
La température maximale relevée sur cette station est de 37,9 °C, atteinte le 25 juillet 2019 ; la température minimale est de −19,4 °C, atteinte le 26 décembre 2010,,. 
Les paramètres climatiques de la commune ont été estimés pour le milieu du siècle (2041-2070) selon différents scénarios d'émission de gaz à effet de serre à partir des nouvelles projections climatiques de référence DRIAS-2020. Ils sont consultables sur un site spécial publié par Météo-France en novembre 2022.

## Urbanisme

### Typologie
Au 1er janvier 2024, Buhl-Lorraine est catégorisée ceinture urbaine, selon la nouvelle grille communale de densité à sept niveaux définie par l'Insee en 2022.
Elle appartient à l'unité urbaine de Sarrebourg, une agglomération intra-départementale regroupant trois  communes, dont elle est une commune de la banlieue,,. Par ailleurs la commune fait partie de l'aire d'attraction de Sarrebourg, dont elle est une commune de la couronne,. Cette aire, qui regroupe 87 communes, est catégorisée dans les aires de 50 000 à moins de 200 000 habitants,.

### Occupation des sols
L'occupation des sols de la commune, telle qu'elle ressort de la base de données européenne d’occupation biophysique des sols Corine Land Cover (CLC), est marquée par l'importance des territoires agricoles (80,4 % en 2018), en diminution par rapport à 1990 (86,9 %). La répartition détaillée en 2018 est la suivante : 
prairies (41,5 %), terres arables (38,4 %), zones urbanisées (8,9 %), zones industrielles ou commerciales et réseaux de communication (6,5 %), forêts (4,3 %), zones agricoles hétérogènes (0,5 %). L'évolution de l’occupation des sols de la commune et de ses infrastructures peut être observée sur les différentes représentations cartographiques du territoire : la carte de Cassini (XVIIIe siècle), la carte d'état-major (1820-1866) et les cartes ou photos aériennes de l'IGN pour la période actuelle (1950 à aujourd'hui).

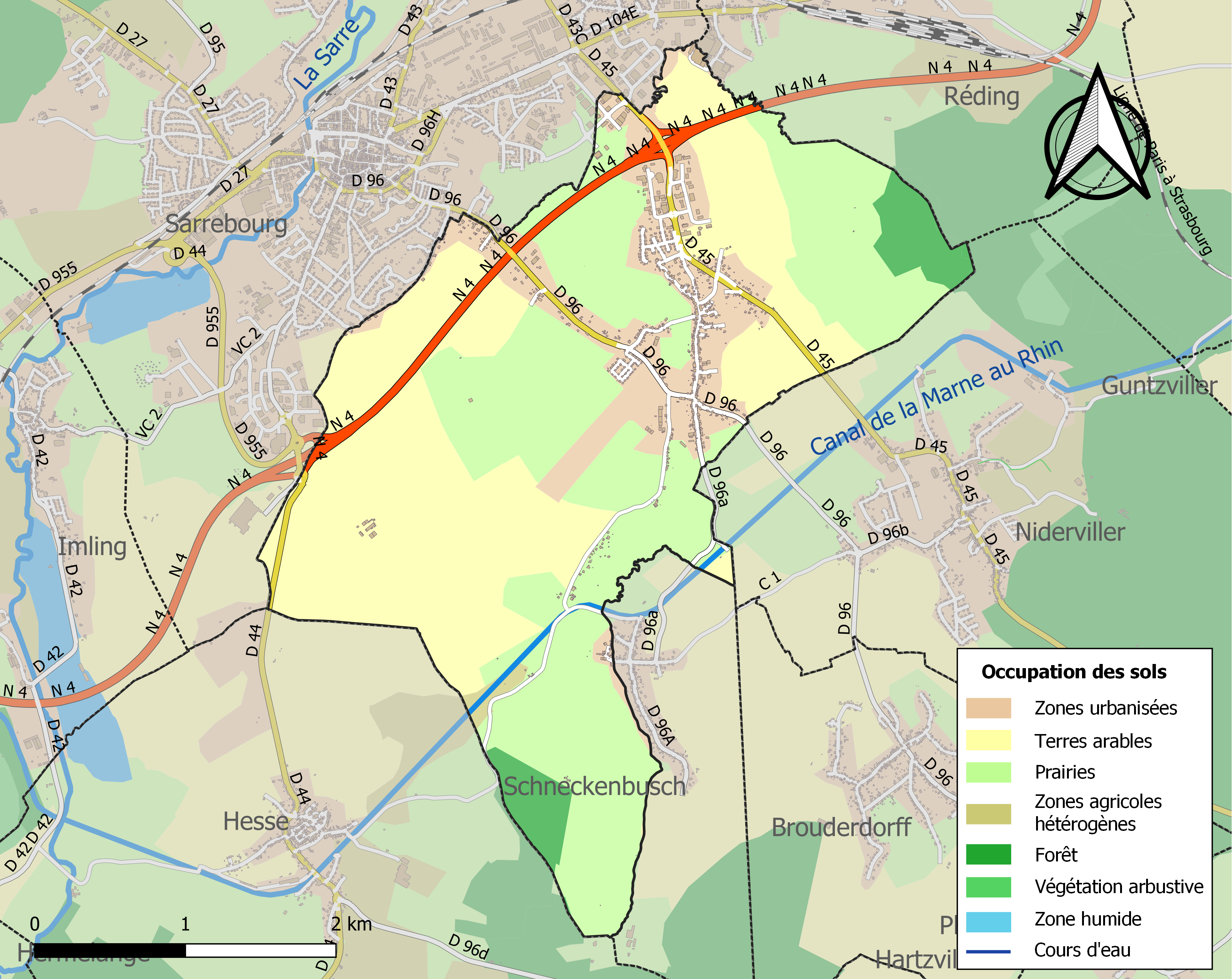
Carte des infrastructures et de l'occupation des sols de la commune en 2018 (CLC).

## Toponymie
- Du germanique bühel ou bühl « colline »[16].
- Anciens noms[17] : Büle au XVe siècle, Buhel en 1525, Bill en 1526, Biel en 1751, Biel ou Bihle en 1779, Bilh en 1790, Bille en 1793, Bühl en 1871-1918, Buhl-Lorraine en 1920, Bühl am Kanal en 1940-1944.

## Histoire
- L'ancien village de Weltring, mentionné en 1050, disparait en 1636 au cours de la guerre de Trente Ans. S'y trouvait un château, détruit en 1180.

## Politique et administration
Buhl est membre de la communauté de communes de Sarrebourg - Moselle Sud.

## Démographie
L'évolution du nombre d'habitants est connue à travers les recensements de la population effectués dans la commune depuis 1793. Pour les communes de moins de 10 000 habitants, une enquête de recensement portant sur toute la population est réalisée tous les cinq ans, les populations de référence des années intermédiaires étant quant à elles estimées par interpolation ou extrapolation. Pour la commune, le premier recensement exhaustif entrant dans le cadre du nouveau dispositif a été réalisé en 2004.

En 2022, la commune comptait 1 191 habitants, en évolution de −2,78 % par rapport à 2016 (Moselle : +0,52 %, France hors Mayotte : +2,11 %).
| 1793 | 1800 | 1806 | 1821 | 1831 | 1836 | 1841 | 1846 | 1851 |
| ---- | ---- | ---- | ---- | ---- | ---- | ---- | ---- | ---- |
| 532  | 620  | 660  | 748  | 825  | 828  | 836  | 812  | 737  |

| 1856 | 1861 | 1871 | 1875 | 1880 | 1885 | 1890 | 1895 | 1900 |
| ---- | ---- | ---- | ---- | ---- | ---- | ---- | ---- | ---- |
| 614  | 655  | 696  | 656  | 701  | 683  | 699  | 696  | 721  |

| 1905 | 1910 | 1921 | 1926 | 1931 | 1936 | 1946 | 1954 | 1962 |
| ---- | ---- | ---- | ---- | ---- | ---- | ---- | ---- | ---- |
| 780  | 765  | 703  | 684  | 659  | 661  | 637  | 591  | 615  |

| 1968 | 1975 | 1982 | 1990 | 1999  | 2004  | 2006  | 2009  | 2014  |
| ---- | ---- | ---- | ---- | ----- | ----- | ----- | ----- | ----- |
| 652  | 768  | 786  | 817  | 1 037 | 1 061 | 1 078 | 1 198 | 1 231 |

| 2019  | 2022  | - | - | - | - | - | - | - |
| ----- | ----- | - | - | - | - | - | - | - |
| 1 191 | 1 191 | - | - | - | - | - | - | - |

## Économie
Présence d'une zone d'activité, Ariane, entre Buhl et Sarrebourg.

## Culture locale et patrimoine

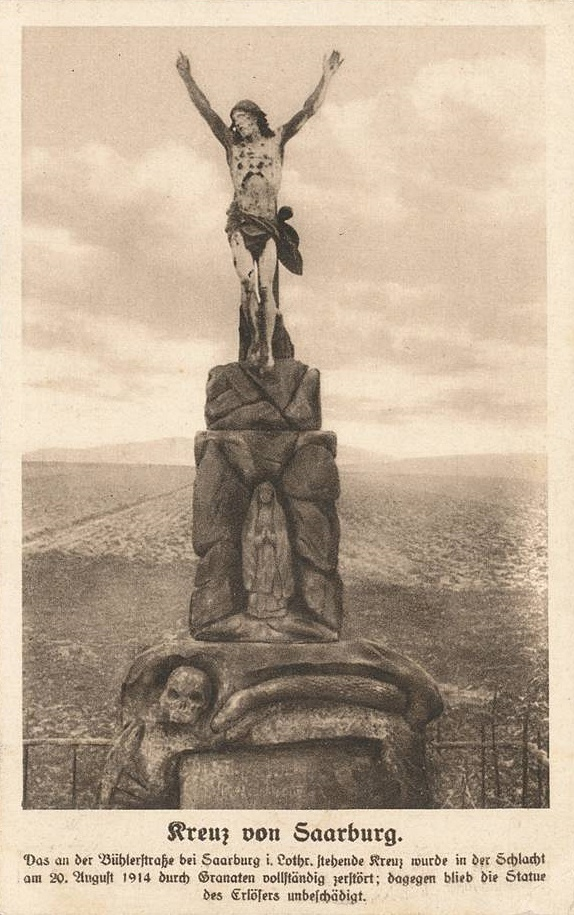
Le Christ sans croix

### Lieux et monuments

#### Édifices civils
- Passage de la voie romaine ;
- Vestiges gallo-romains ;
- Aérodrome Henry Metz de Sarrebourg - Buhl.

#### Édifices religieux

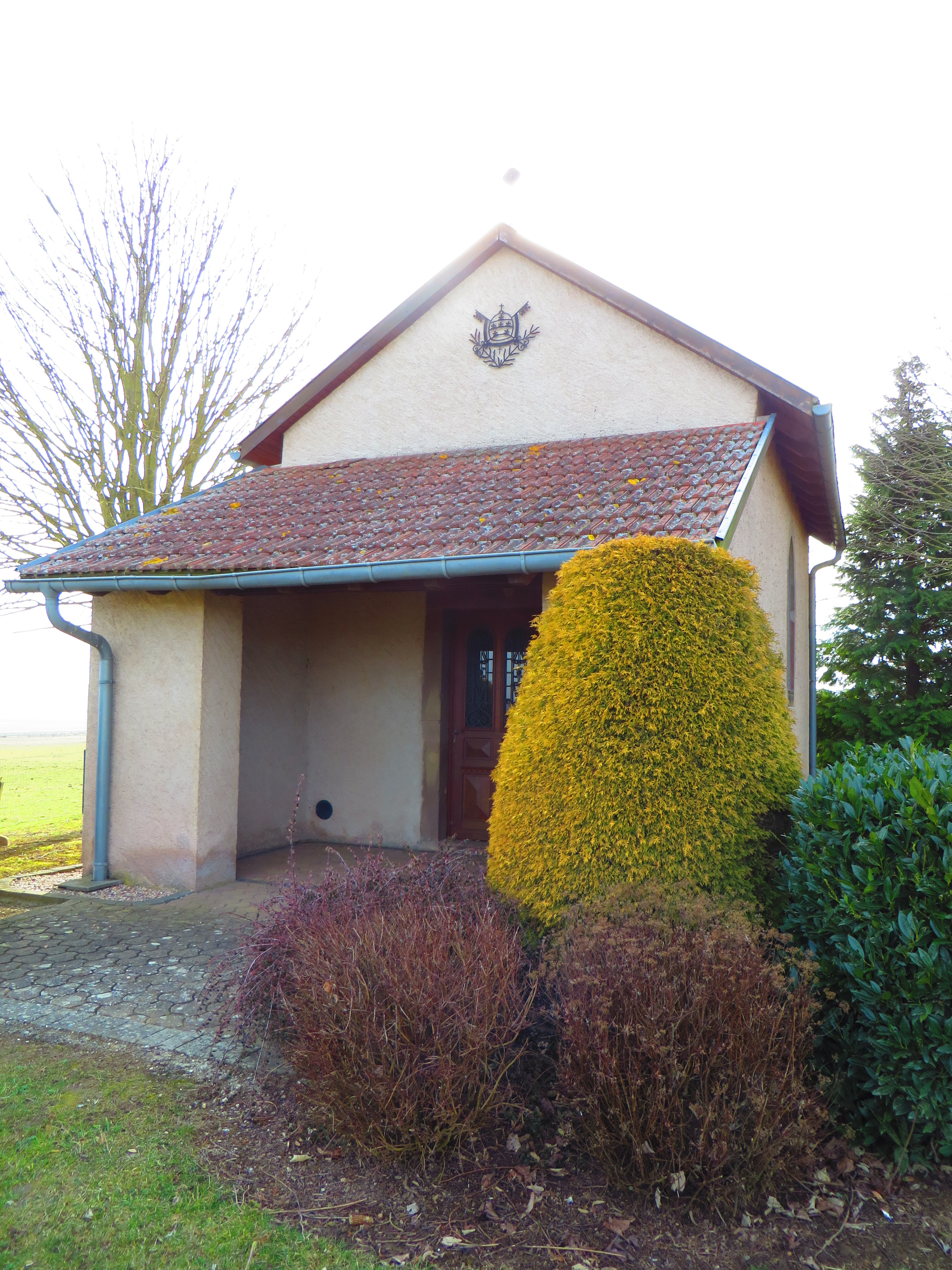
Chapelle Saint-Pierre et Saint-Paul de Weltring.

- Église Saint-Gall, 1743, comportant trois autels en stuc du XVIIIe siècle. En octobre 2023, un nouvel autel, contenant les reliques de saints Pierre et Paul, de sainte Thérèse de l’Enfant-Jésus et de saint Colomban, sculptés, est consacré par Philippe Ballot, qui bénit également un nouvel ambon[22]. Les deux pièces ont été sculptées par Éric Alvarez de Hommert[23].
- Chapelle Saint-Pierre et Saint-Paul : une première chapelle est érigée en 1690 à l'emplacement de l'ancien village de Weltring. Elle disparait lors de la Révolution française. La chapelle actuelle est construite entre 1859 et 1875[24] ;
- Chapelle Notre-Dame-du-Perpétuel-Secours dite Chapelle Danober, dans le bois de la Jungforst, construite en 1919[25] ;.
- Calvaire du Christ sans croix : situé route de Sarrebourg (RD 96) ce calvaire a été réalisé par le sculpteur Kugler de Hommarting pour les époux Schivy-Fillinger en 1875. Durant la bataille de Sarrebourg, le 20 août 1914, la croix fut arrachée par un obus mais le Christ qu'elle portait resta miraculeusement en place. Cet évènement devint célèbre et fit l'objet de nombreuses représentations[26].

#### Cimetières
- Cimetière communal ;
- Ancien cimetière mennonites ;

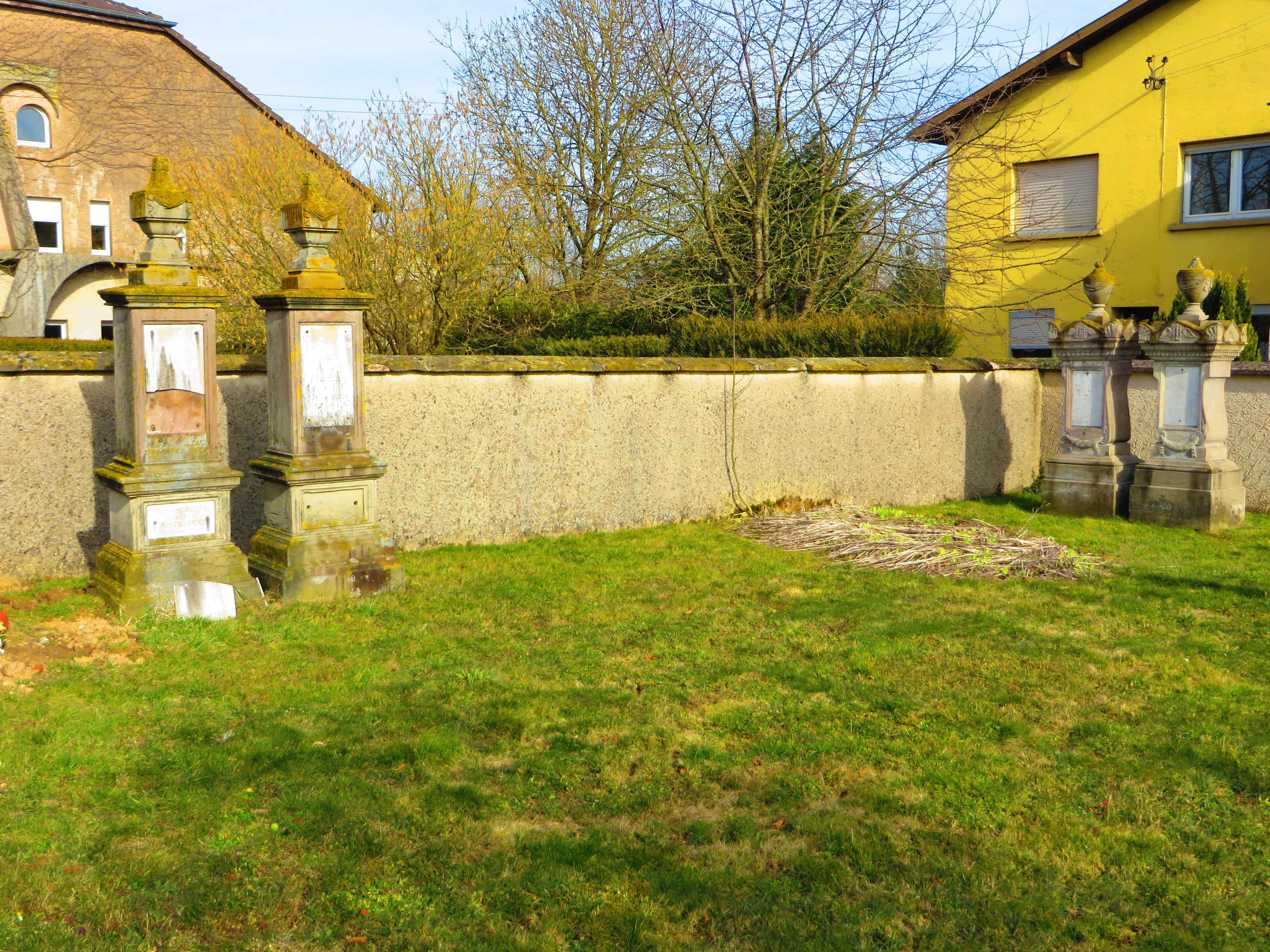
Cimetière mennonite.

- Nécropole nationale de Sarrebourg - Buhl.

### Héraldique
| Blason de Buhl-Lorraine | Blason  | De gueules au mont de trois coupeaux d'or surmonté d'un alérion d'argent. |
| Blason de Buhl-Lorraine | Détails | Le statut officiel du blason reste à déterminer.                          |

## Pour approfondir